# 劍羽小溪鱂
劍羽小溪鱂，為輻鰭魚綱鯉齒目鰕鱂亞目溪鱂科的其中一種，為熱帶淡水魚，分布於南美洲委內瑞拉奧里諾科河流域，體長可達6公分，棲息在森林覆蓋的水池，生活習性不明。

## 擴展閱讀
維基物種上的相關：劍羽小溪鱂